# Porte d'enceinte de Montaigut-le-Blanc
La porte d'enceinte de Montaigut-le-Blanc est une porte de ville située à Montaigut-le-Blanc, en France.

## Localisation
L'édifice est situé en Auvergne, dans le département français du Puy-de-Dôme, dans le village de Montaigut-le-Blanc, juste à côté et en contrebas de son église.

## Description
Côté extérieur, la porte présente encore deux corbeaux, vestiges des mâchicoulis qui défendaient le village au nord-est.

## Historique
Cette porte d'enceinte médiévale date du XIIIe siècle. Elle permettait d'accéder à l'intérieur des fortifications qui protégeaient le château et les maisons du village de Montaigut-le-Blanc.
L'édifice est inscrit au titre des monuments historiques depuis le 19 janvier 1926.

## Galerie de photos

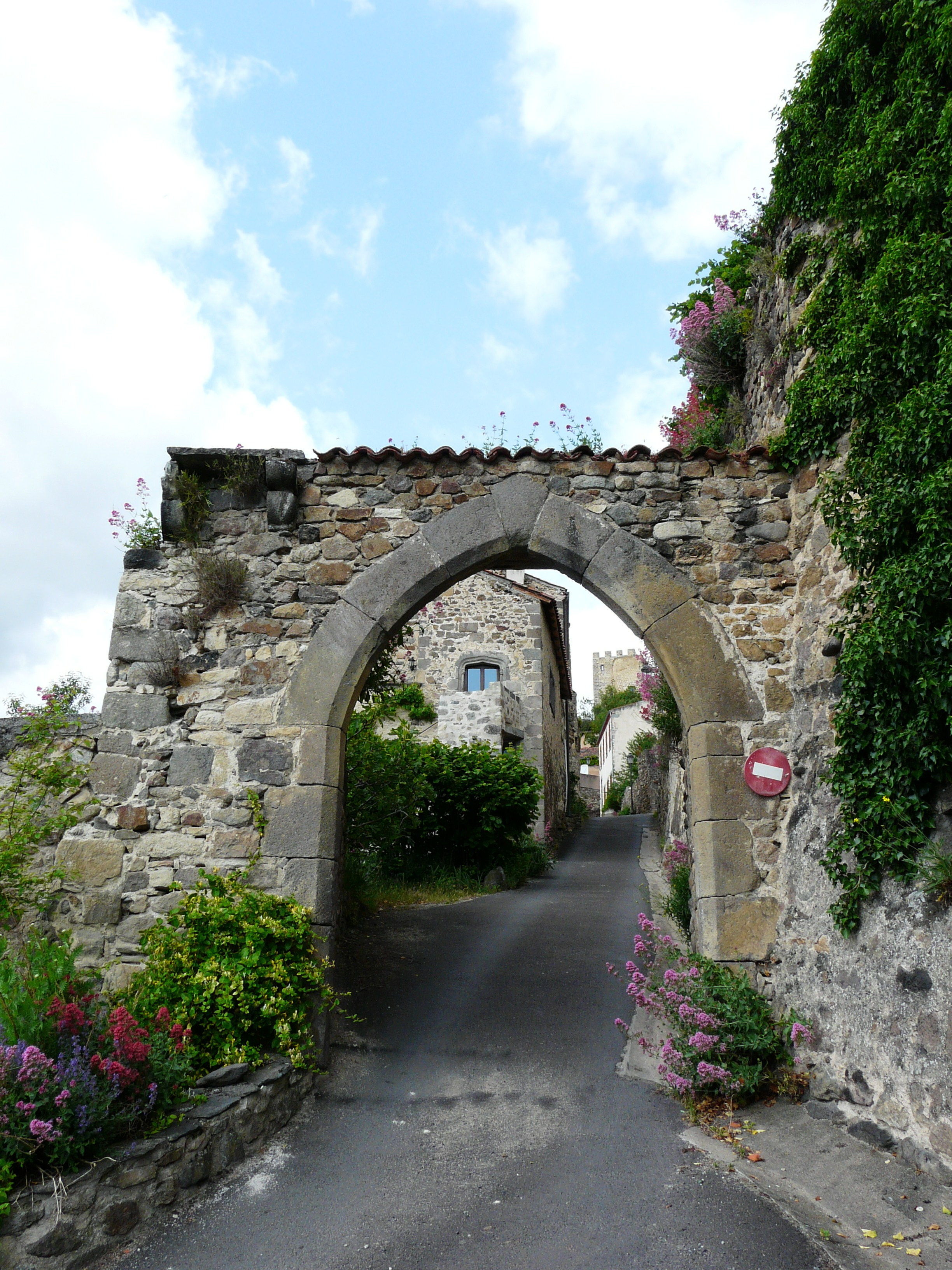
Côté extérieur.
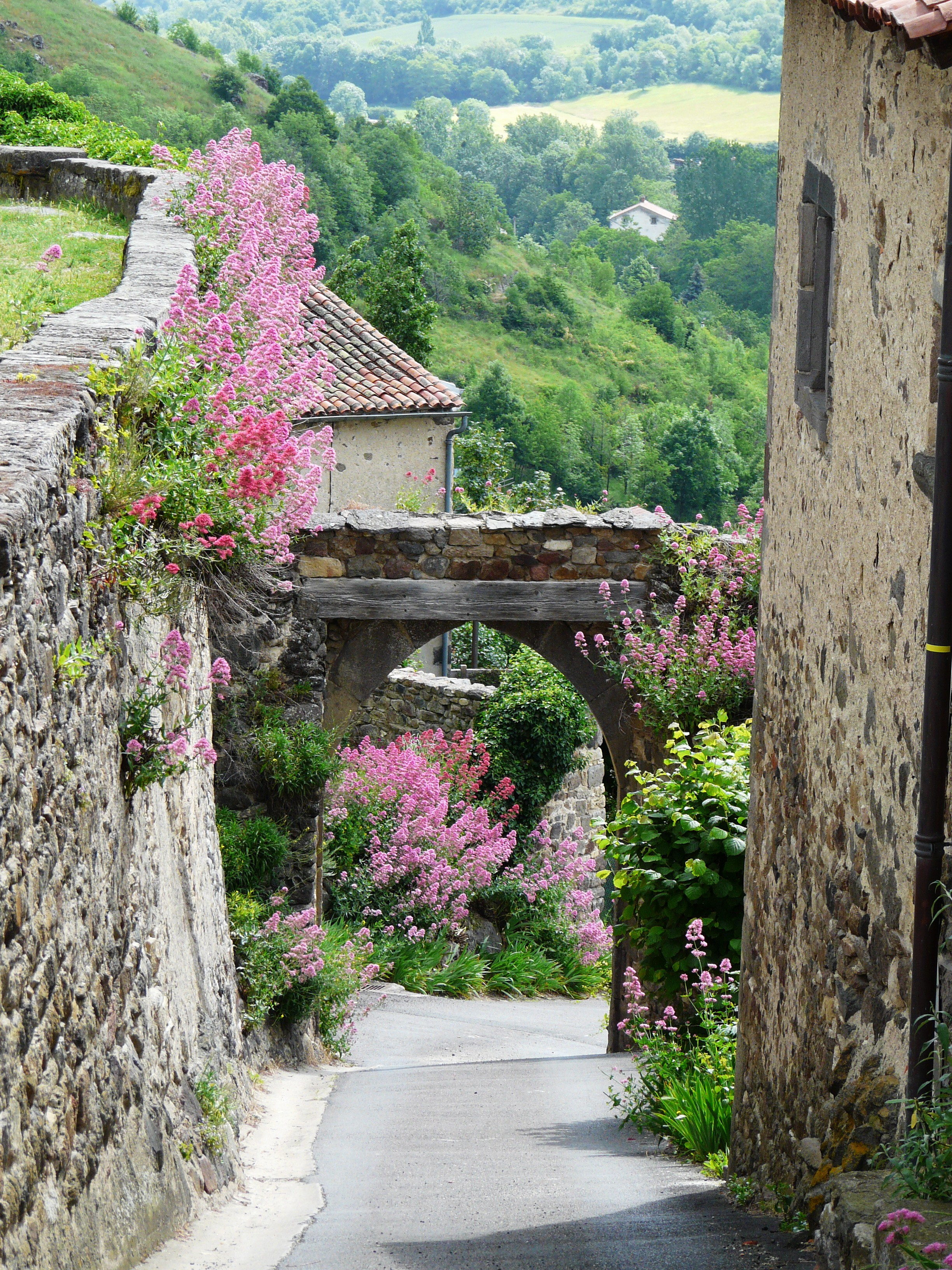
Côté intérieur.
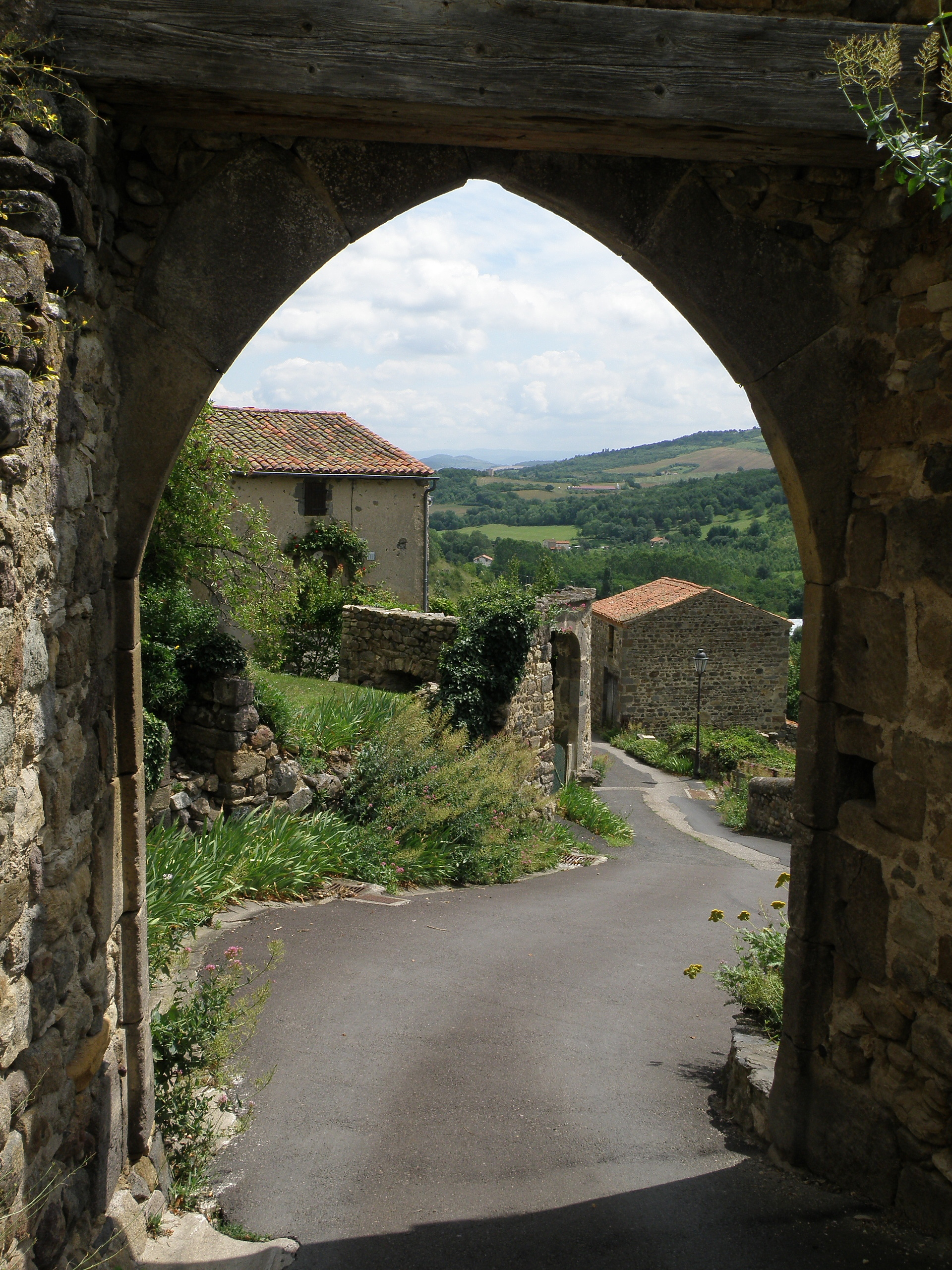
L'extérieur du village vu depuis la porte.